# Famille Récamier
 (juin 2021).
Si vous disposez d'ouvrages ou d'articles de référence ou si vous connaissez des sites web de qualité traitant du thème abordé ici, merci de compléter l'article en donnant les références utiles à sa vérifiabilité et en les liant à la section « Notes et références ».
La famille Récamier est une famille subsistante d'ancienne bourgeoisie française, originaire de Cressin-Rochefort, près de Belley, dans le Bugey (Ain). Elle a formé trois branches, dont l'ainée est devenue parisienne vers 1800 et a donné la descendance patronymique actuelle.

## Filiation
- Claude Antoine Récamier (1626-1712), notaire royal, juge châtelain de Rochefort-en-Bugey, eut pour fils[1] :
  - Claude Récamier (1660-1733), notaire royal, dont :
    - Philibert Récamier (1708-1751), dont :
      - François Récamier (1743-1803), notaire royal, juge châtelain de Rochefort-en-Bugey, dont :
        - Joseph Récamier (1774-1852), médecin à Paris, professeur au Collège de France, créateur de la gynécologie médicale et chirurgicale moderne ;
          - Étienne Louis Marie Récamier (1834-1893), numismate
            - Joseph Claude Anthelme Marie Récamier (1861-1935), chirurgien, explorateur
              - Joseph Étienne Gustave Marie Récamier (1886-1973), avocat et assureur
                - Pierre Récamier (1917-2011), officier de marine, résistant puis industriel, maire du VIe arrondissement de Paris (1970-1977)

          - Maximilien Récamier (1835-1924), officier général, gouverneur militaire de Paris.

      - Jean Claude Anthelme Récamier (1742-1831), curé de Villebois et député aux états généraux.

  - Anthelme Récamier (1663-1726), chirurgien, dont :
    - Anthelme Récamier (1706-1788), chirurgien, dont descendait :
      - Yvonne Récamier (1888-1949), peintre aquarelliste de l’école lyonnaise

    - François Récamier (1709-1782), chapelier, industriel, banquier, dont :
      - Jacques-Rose Récamier (1751-1830), banquier et régent de la Banque de France, marié le 24 avril 1793 à Lyon avec Juliette Récamier (1777-1849), née Juliette Bernard, salonnière française.